# 南唯莉
南 唯莉（みなみ ゆいり、1992年1月3日 - ）は、大阪府出身のモデル、アイドル。株式会社オフィス・アンク所属。

## 略歴・人物
12歳の頃からモデル活動を始め、18歳で現事務所に所属。モデル・イベントコンパニオン活動の傍ら、2012年11月から2014年3月まで「お掃除ユニット名古屋CLEAR'S」の第1期生としてアイドル活動をしていた。また株式会社triple a 出版が発行するパチンコホール情報誌「でちゃう！」のイベントコンパニオンとして関西を中心に各地のパチンコホールイベントに出演。2016年のSUPER GTでは、「JLOCでちゃう!ガールズRQ」としてレースクイーン活動を行った。
趣味は犬と戯れること。特技は剣道。姉が1人いる。

## 出演

### DVD
- First Time/南 唯莉（2013年8月28日）

### イベント
- ソウ ザ・ファイナル 3Dキャンペーンガール「Dカップガールズ」（2010年10月）[2]
- 東京オートサロン2015　PHOENIX'S POWERブース （幕張メッセ、2015年1月9日～11日）
- 大阪オートメッセ2015　CLUB RH9ブース （インテックス大阪、2015年2月13日～15日）
- 東京モーターサイクルショー サインハウスブース（東京ビッグサイト、2012年 - 2017年）
- 大阪モーターサイクルショー サインハウスブース（インテックス大阪、2011年 - 2017年）